# آل باديس
آل باديس أو الباديسيون أو بنو باديس, هي إحدى تسميات الفرع الشرقي للدولة الزيرية، وهي سلالة صنهاجية بربرية حكمت إفريقية من عام 1018 حتى عام 1148. فبالحرب بين باديس و حماد و انفصال غرب الدولة الزيرية و تأسس الدولة الحمادية، ظهر في الشرق الدولة الباديسية، نسبة لباديس بن المنصور، بنفس الطريقة التي سمي بها الحماديون على اسم حماد بن بلكين، وأقدم من استخدم هذه التسمية ابن خلدون. كانوا متمركزين في القيروان حتى عام 1057، ثم نقلوا العاصمة إلى المهدية على الساحل بسبب الغزو الهلالي. كما تدخلوا في صقلية خلال القرن الحادي عشر، حيث سقط الكلبيون في حالة من الفوضى.

## الحكام
- المعز بن باديس (1018-1062)
- تميم بن المعز (1062-1108)
- يحيى بن تميم (1108-1116)
- علي بن يحيى (1116-1121)
- الحسن بن علي (1121-1148)